# Distrito de Sieradz
Sieradz (polaco: powiat sieradzki) es un distrito (powiat) del voivodato de Łódź (Polonia). Fue constituido el 1 de enero de 1999 como resultado de la reforma del gobierno local de Polonia aprobada el año anterior. Limita con otros ocho distritos: al norte con Turek y Poddębice, al este con Zduńska Wola y Łask, al sur con Wieluń y Wieruszów y al oeste con Ostrzeszów y Kalisz; y está dividido en once municipios (gmina): uno urbano (Sieradz), tres urbano-rurales (Błaszki, Warta y Złoczew) y siete rurales (Brąszewice, Brzeźnio, Burzenin, Goszczanów, Klonowa, Sieradz y Wróblew). En 2011, según la Oficina Central de Estadística polaca, el distrito tenía una superficie de 1490,83 km² y una población de 119 550 habitantes.